# ژلیکو برکیچ
ژلیکو برکیچ (صربی: Željko Brkić؛ زادهٔ ۹ ژوئیهٔ ۱۹۸۶) بازیکن فوتبال اهل صربستان است.
از باشگاه‌هایی که در آن بازی کرده‌است می‌توان به باشگاه فوتبال وویوودینا، باشگاه فوتبال کالیاری، باشگاه فوتبال کارپی، باشگاه فوتبال روبور سیه‌نا، و باشگاه فوتبال اودینزه اشاره کرد.
وی همچنین در تیم‌های ملی فوتبال زیر ۲۱ سال صربستان و صربستان بازی کرده‌است.